# Den store stilhed
Den store stilhed è un film del 2022 diretto da Katrine Brocks, al suo esordio alla regia di un lungometraggio.

## Trama
La giovane Alma sta per prendere i voti perpetui come suora quando suo fratello maggiore Erik le fa visita nel monastero in cui vive, dopo molti anni di lontananza. Erik vorrebbe discutere dell'eredità paterna, ma la sua presenza porta alla luce un segreto che Alma aveva fatto di tutto per nascondere per sempre.

## Distribuzione
Il film è stato presentato in anteprima il 17 settembre 2022 al festival internazionale del cinema di San Sebastián. È stato distribuito nelle sale cinematografiche danesi da Scanbox Entertainment a partire dal 12 gennaio 2023.

## Riconoscimenti
- 2022 - Chicago International Film Festival[2]
  - Premio "Roger Ebert" per il miglior regista esordiente a Katrine Brocks
- 2024 - Premi Robert[3]
  - Candidatura per il miglior film
  - Candidatura per la miglior regia a Katrine Brocks
  - Candidatura per il miglior attore non protagonista a Elliott Crosset Hove
  - Candidatura per la miglior sceneggiatura originale a Katrine Brocks e Marianne Lentz
  - Candidatura per la miglior fotografia a Mia Mai Dengsø Graabæk
  - Candidatura per il miglior montaggio a Nikoline Løgstrup
  - Candidatura per la miglior colonna sonora a Johan Carøe
- 2024 - Premi Bodil[4]
  - Miglior attore non protagonista a Elliott Crosset Hove
  - Candidatura per il miglior film
  - Candidatura per la miglior attrice a Kristine Kujath Thorp
  - Candidatura per la miglior attrice non protagonista a Karen-Lise Mynster
  - Candidatura per la miglior fotografia a Mia Mai Dengsø Graabæk